# Sân bay Amsterdam Schiphol
Sân bay Schiphol (IATA: AMS, ICAO: EHAM) (đô thị Haarlemmermeer) là sân bay chính của Hà Lan. Sân bay này tọa lạc tại Tây Nam của Amsterdam, Schiphol là một sân bay chính của châu Âu, cạnh tranh với các sân bay chính khác của châu Âu là Sân bay quốc tế Heathrow ở London, UK, Sân bay quốc tế Frankfurt ở Frankfurt am Main và Sân bay quốc tế Charles de Gaulle ở Roissy-en-France, gần Paris.
Năm 2005, Schiphol được xếp thứ tư tại châu Âu về lượng khách phục vụ (44.163.098 khách), sau các sân bay London Heathrow (67.915.403), Paris Charles de Gaulle (53.798.308) và Frankfurt International Airport (52.219.412). Có khoảng 35% khách của Schiphol là khách bay xuyên lục địa. Cùng năm, Schiphol được xếp thứ ba về lượng hàng thông chuyển (1,450 triệu tấn), xếp sau Paris và Frankfurt.

## Phương tiện

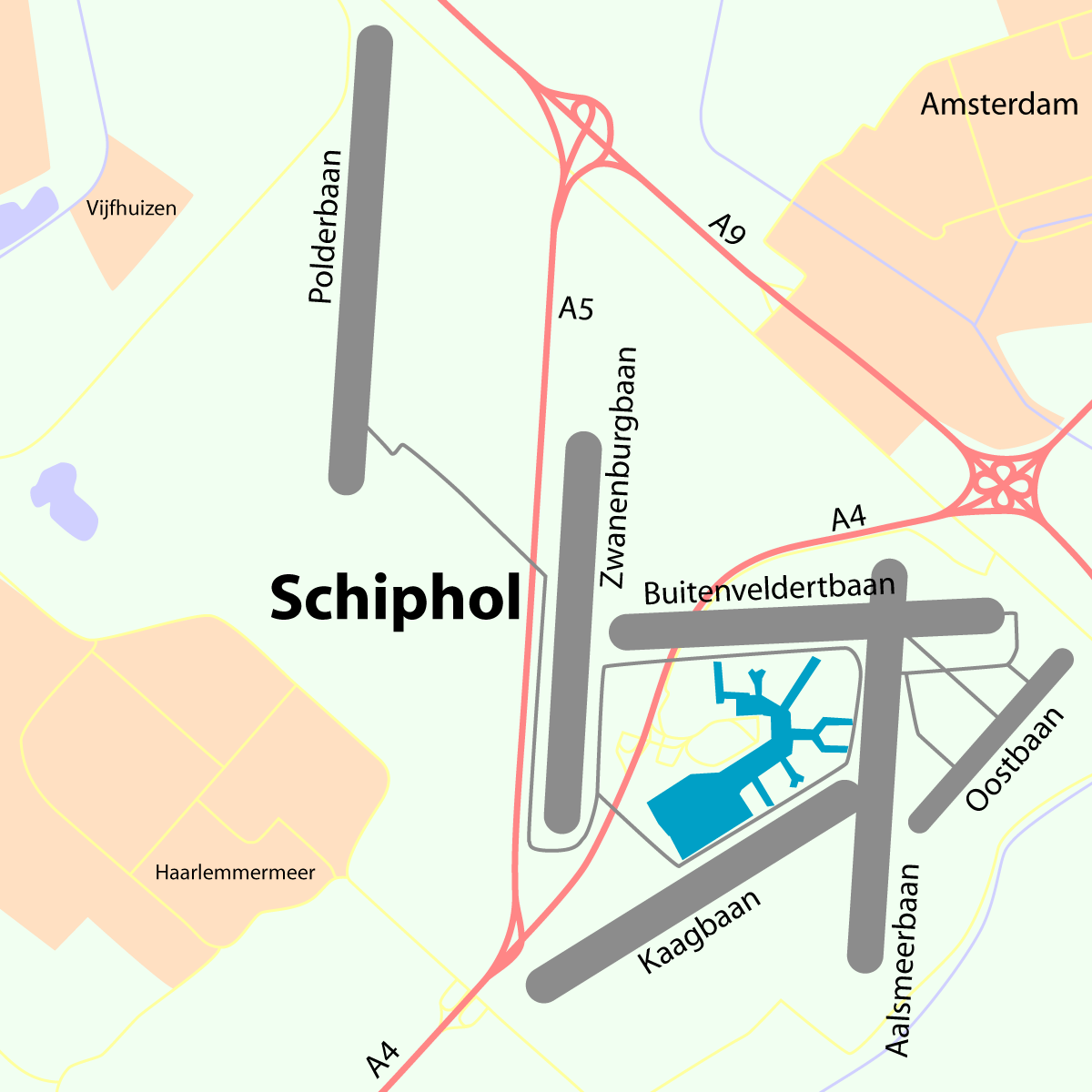
Bản đồ 6 đường băng của sân bay Schiphol

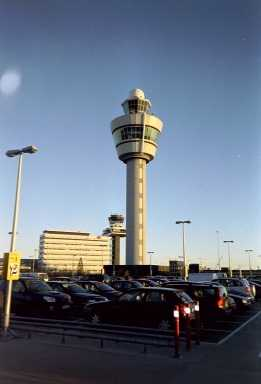
Điều khiển không lưu Đài kiểm soát không lưu của Schiphol

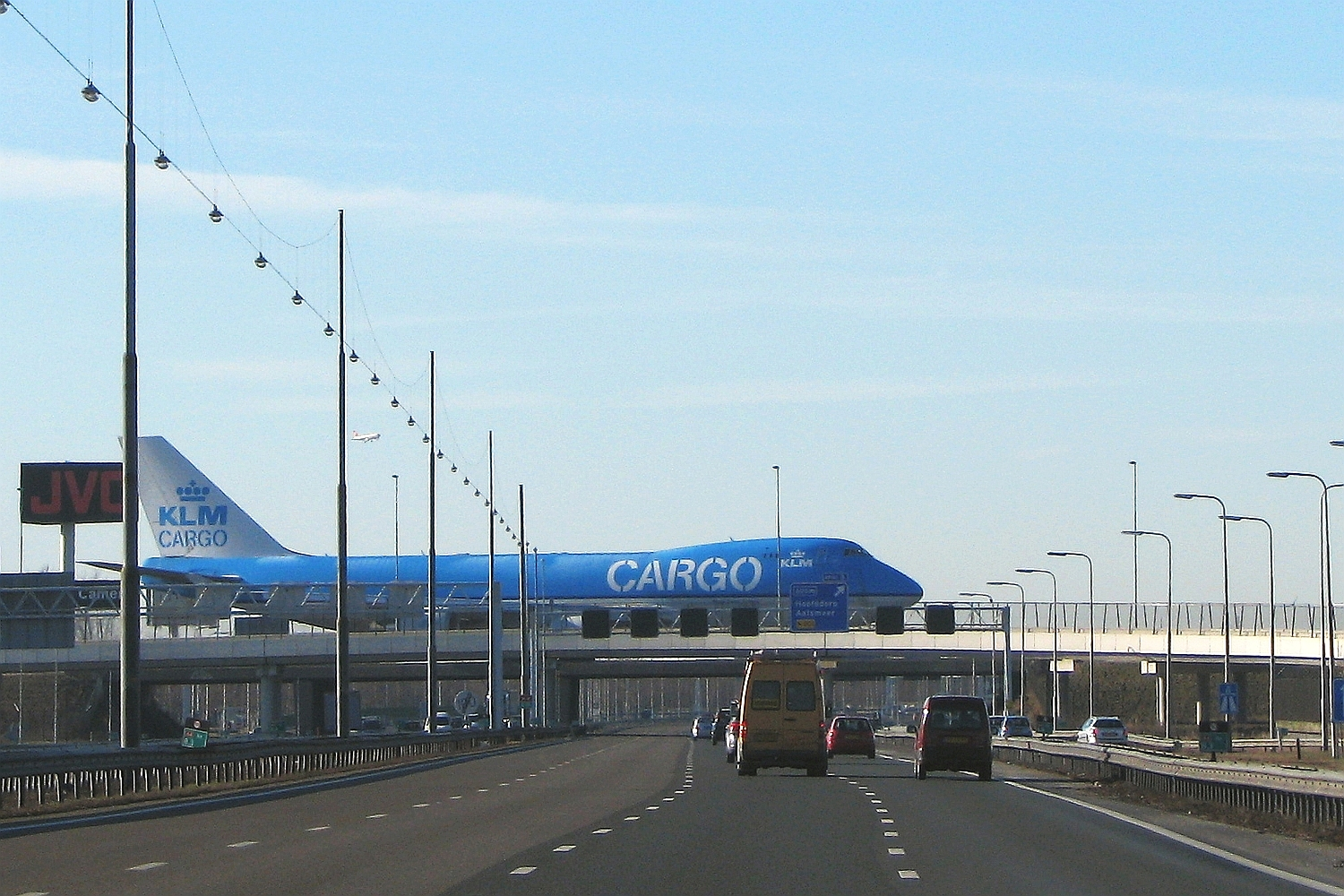
Boeing Jumbo 747 trên cầu vượt xa lộ A4 E19, một phần của đường lăn của sân bay Schiphol

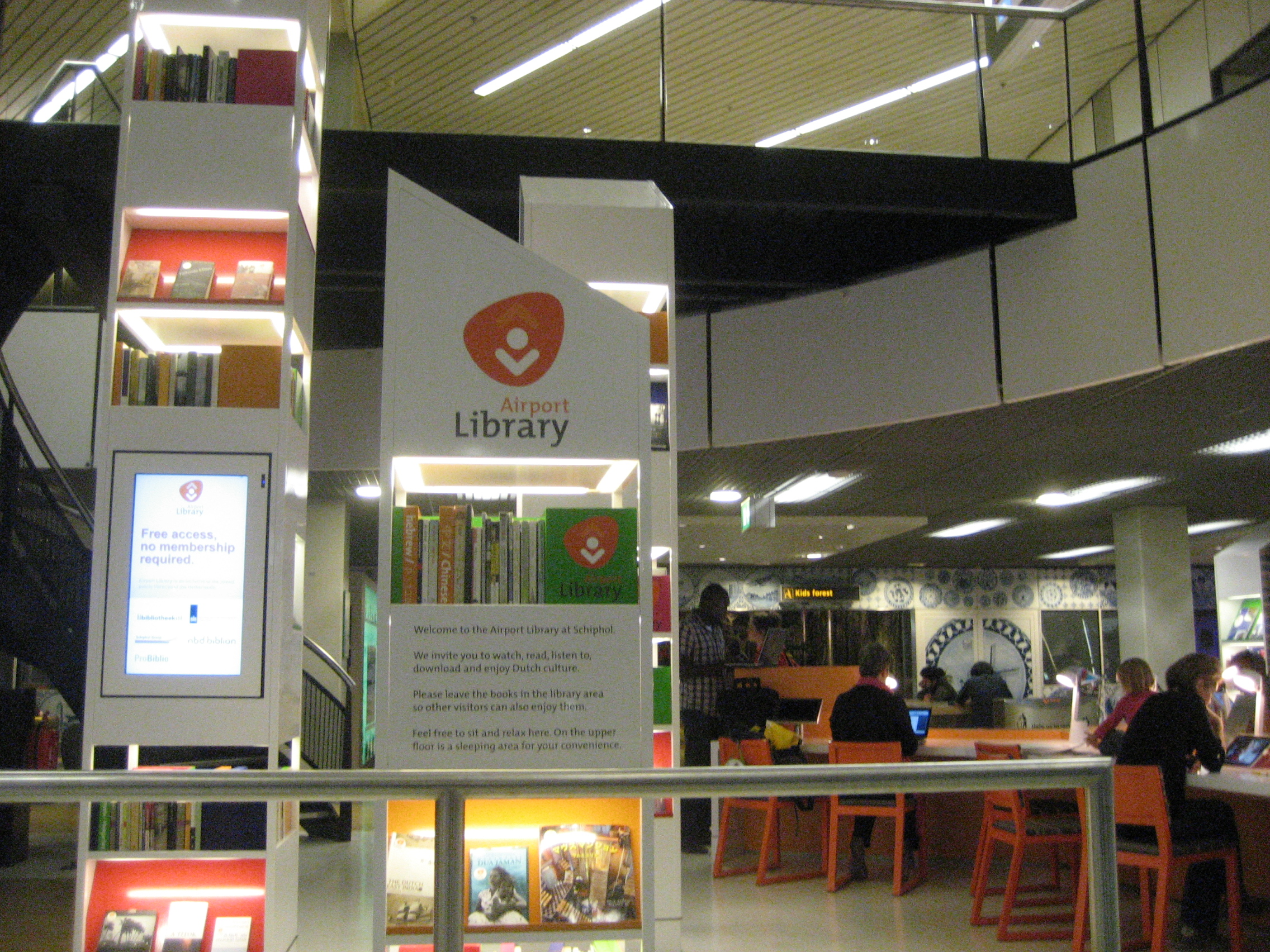
Thư viện sân bay Schiphol

Schiphol có năm đường băng chính và một đường băng được sử dụng bởi các chuyến bay hàng không thông thường. Đường băng thứ 6 được hoàn thành năm 2003, hiện đang có kế hoạch xây đường băng thứ bảy.
Sân bay được xây với nhà ga hành khách được chia làm 3 sảnh đi lớn, sảng cuối cùng được hoàn thành năm 1994 hội tụ về một phía. Hiện nay, sân bay đang có kế hoạch mở rộng nhà ga. Do chi phí cho việc hạ cánh và đậu máy bay ở Schiphol đắt đỏ, nhiều hãng hàng không giá rẻ đã quyết định dời đến các sân bay nhỏ hơn như Sân bay Rotterdam và Sân bay Eindhoven. Tuy nhiên, khi nhà ga H-pier giá rẻ đi vào hoạt động, nhiều hãng như easyJet và bmibaby) tiếp tục hoạt động ở Schiphol. Đường sắt Hà Lan có một ga ở tầng ngầm phía dưới nhà ga hàng không.
Schiphol là trung tâm hoạt động của các hãng KLM (Royal Dutch Airlines), Martinair và Transavia.

## Giải thưởng
Schiphol đã giành được hơn 120 giải thưởng trong các năm 1980, 1981, 1984, 1985, 1986, 1990 và năm 2003 Schiphol được bầu chọn là sân bay tốt nhất thế giới. Schiphol  được vinh danh là "Sân bay tốt nhất châu Âu" trong 15 năm liên tục (1988-2003) và đã giành được nhiều giải khác, trong đó có giải "Sân bay lữ hành công vụ tốt nhất". Đó là kết quả hoạt động tốt, cũng như có nhiều chuyến bay quốc tế và xuyên lục địa, năm 2005 Schiphol có các chuyến bay thẳng đến hơn 260 điểm đến ở 91 quốc gia.

## Khu thương mại
Schiphol có khu vực mua sắm lớn, mang lại nguồn thu lớn và là điểm thu hút khách đi máy bay. Trung tâm Schiphol Plaza miễn thuế, không chỉ thu hút khách hàng không mà cả khách vãng lai. Ở đây có một siêu thị, làng ẩm thực mở cửa hàng ngày, đến nửa đêm. Schiphol là sân bay thương mại lớn thấp nhất thế giới, nằm ở độ cao 3 m dưới mực nước biển, có đài kiểm soát không lưu cao 101 m, cao nhất trong các đài kiểm soát không lưu năm 1991. Schiphol còn có nhà xác, nơi người chết có thể được tạm lưu giữ. Kể từ tháng 10 năm 2006, tại Schiphol có dịch vụ tổ chức kết hôn và nghỉ trăng mật.

## Lịch sử
Schiphol bắt đầu hoạt động ngày 16 tháng 9 năm 1916, lúc này nơi đây là một sân bay quân sự, với một vài doanh trại và một vũng lầy được dùng làm đường băng. Khi hàng không dân dụng sử dụng sân bay này vào ngày 17 tháng 12 năm 1920, nơi đây được gọi là Schiphol-les-bains. Hãng chế tạo máy bay Fokker bắt đầu hoạt động gần sân bay Schiphol năm 1951. Tên của Schiphol là một tên đất của tiếng Hà Lan có nghĩa là "địa ngục tàu biển". Trước năm 1852, đất lấn biển Haarlemmermeer nơi sân bay đang tọa lạc ngày nay trông giống như một hồ nước lớn. Các tàu bè ở vùng nước nông này bị các cơn bão hung hãn bất chợt làm hư hại nên khu vực này đã phải lấp đi. Sân bay có độ cao thấp hơn 4 m so với mực nước biển.

## Các nhà ga và các điểm đến
Schiphol được bố trí theo nguyên lý chỉ một nhà ga, tất cả các trang thiết bị đều nằm chung trong một nhà ga, tỏa ra là quảng trường trung tâm. Các khu vực trong này lại được chia ra nhiều phần hoặc nhiều sảnh: 1, 2 và 3.
Các sảnh này được nối với nhau bằng các cầu. Tuy nhiên, về mặt an ninh và hải quan, có thể đi từ cầu này qua cầu khác, thậm chí nếu chúng được nối đến sảnh khác.

## Hãng hàng không và tuyến bay

### Hành khách
| Hãng hàng không                                                    | Các điểm đến | Gates         |
| ------------------------------------------------------------------ | --- | ------------- |
| Adria Airways                                                      | Ljubljana, Łódź (bắt đầu từ ngày 29 tháng 3, 2015) | B, C, D       |
| Aegean Airlines                                                    | Mùa đông: Heraklion (bắt đầu từ ngày 21 tháng 4, 2015), Rhodes (bắt đầu từ ngày 25 tháng 4, 2015) | TBA           |
| Aer Lingus                                                         | Dublin, Cork | D             |
| Aeroflot                                                           | Moscow–Sheremetyevo | D, G          |
| Air Arabia Maroc                                                   | Casablanca, Nador, Tangier | D, G          |
| Air Astana                                                         | Atyrau | D, E          |
| Air Cairo                                                          | Thuê chuyến: Cairo | G             |
| Air Canada                                                         | Toronto–Pearson (tiếp tục lại từ ngày 6 tháng 6, 2015) | E, G          |
| Air Europa                                                         | Madrid | C             |
| Air France                                                         | Marseille, Sân bay quốc tế Paris–Charles de Gaulle | C             |
| Air France vận hành bởi HOP!                                       | Clermont–Ferrand, Nantes, Strasbourg | C, D          |
| Air Lituanica                                                      | Vilnius | ???           |
| Air Lituanica                                                      | Vilnius | ???           |
| Air Malta                                                          | Malta | B             |
| Air Serbia                                                         | Belgrade | D             |
| Air Transat                                                        | Mùa đông: Calgary, Sân bay quốc tế Toronto–Pearson, Vancouver | E, G          |
| airBaltic                                                          | Riga, Vilnius | B             |
| Alitalia                                                           | Milan–Linate, Sân bay quốc tế Rome–Fiumicino | B             |
| Arkefly                                                            | Thuê chuyến: Antalya, Arrecife, Aruba, Banjul, Boa Vista, Bodrum, Bonaire, Burgas, Cancún, Curaçao, Dalaman, Dubai–International, Faro, Fortaleza, Fuerteventura, Funchal, Gran Canaria, Heraklion, Holguín, Hurghada, Mahon, Málaga, Palma de Mallorca, Miami, Montego Bay, Natal, Orlando/Sanford, Preveza, Puerto Plata, Punta Cana, Rhodes, Sal, Sharm el-Sheikh, St. Maarten (bắt đầu từ ngày 1 tháng 11, 2015), Tenerife–South, Varadero, Zanzibar Mùa đông thuê chuyến: Aqaba, Corfu, Denpasar/Bali, Djerba, Enfidha, Girona, Ibiza, İzmir, Jerez de la Frontera, Karpathos, Kefalonia, Kittilä, Kos, Marsa Alam, Mombasa, Mytilene, Ohrid, Ponta Delgada, Pula, Samos, Sitia, Terceira, Toronto-Pearson, Zakynthos | C, D, E, G    |
| Arkefly vận hành bởi Jetairfly                                     | Thuê chuyến: Brussels, Miami, Orlando/Sanford |               |
| Arkia Israel Airlines                                              | Mùa đông: Tel Aviv–Ben Gurion | G             |
| Austrian Airlines                                                  | Vienna (bắt đầu từ ngày 1 Tháng 4 năm 2015) | B             |
| Austrian Airlines vận hành bởi Tyrolean Airways                    | Vienna (kết thúc từ ngày 31 Tháng 3 năm 2015) | B             |
| Belavia                                                            | Minsk-National | D             |
| British Airways                                                    | London–Gatwick, London–Heathrow | D             |
| British Airways vận hành bởi BA CityFlyer                          | London–City | D             |
| Bulgaria Air                                                       | Sofia Thuê chuyến: Burgas | D             |
| Cathay Pacific                                                     | Hong Kong | G             |
| China Airlines                                                     | Bangkok–Suvarnabhumi, Đài Bắc-Đào Viên | E, F          |
| China Southern Airlines                                            | Bắc Kinh-Thủ đô, Quảng Châu | E, F, G       |
| CityJet                                                            | London–City Mùa đông: Brive | C, D          |
| Corendon Airlines                                                  | Ankara, Antalya, Bodrum, Dalaman, Gazipaşa, Sân bay quốc tế Istanbul–Atatürk, Istanbul–Sabiha Gökçen, İzmir, Kayseri, Konya | D, G          |
| Corendon Dutch Airlines                                            | Antalya, Bodrum, Elazığ, Ercan, Gran Canaria, Hurghada, Istanbul–Sabiha Gökçen, Nador, Tetouan Mùa đông: Aqaba, Arrecife, Banjul, Burgas, Eilat–Ovda, Fuerteventura, Heraklion, Málaga, Marrakesh, Marsa Alam, Ohrid, Palma de Mallorca, Plovdiv (bắt đầu từ ngày 1 tháng 12, 2015) | D, G          |
| Croatia Airlines                                                   | Zagreb Mùa đông: Dubrovnik, Pula | D             |
| Czech Airlines                                                     | Prague | B, C          |
| Delta Air Lines                                                    | Atlanta, Boston, Detroit, Minneapolis/St. Paul, Mumbai (kết thúc từ ngày 29 tháng 3, 2015), New York–JFK, Newark, Portland (OR), Seattle/Tacoma Mùa đông: Salt Lake City (bắt đầu từ ngày 2 tháng 5, 2015) | D, E, G       |
| easyJet                                                            | Belfast–International, Sân bay quốc tế Berlin–Schönefeld, Bordeaux, Bristol, Edinburgh, Glasgow, Hamburg, Lisbon, Liverpool, Sân bay quốc tế London–Gatwick, London–Luton, London–Southend, Sân bay quốc tế London–Stansted, Manchester, Milan–Malpensa, Newcastle upon Tyne (kết thúc từ ngày 31 Tháng 5 năm 2015), Nice (bắt đầu từ ngày 8 tháng 5, 2015), Olbia (bắt đầu từ ngày 9 tháng 5, 2015), Prague, Sân bay quốc tế Rome–Fiumicino, Toulouse (bắt đầu từ ngày 29 tháng 3, 2015), Venice (bắt đầu từ ngày 8 tháng 5, 2015) Theo mùa mùa hè: Corfu (bắt đầu từ ngày 29 tháng 6, 2015), Dubrovnik (bắt đầu từ ngày 10 tháng 5, 2015), Ibiza (bắt đầu từ ngày 29 tháng 6, 2015), Palermo (bắt đầu từ ngày 29 tháng 6, 2015), Split | H, M          |
| easyJet Switzerland                                                | Basel/Mulhouse, Geneva | M             |
| EgyptAir                                                           | Cairo | G             |
| El Al                                                              | Tel Aviv–Ben Gurion | G             |
| Emirates                                                           | Dubai–International | G             |
| Etihad Airways                                                     | Abu Dhabi | E             |
| Eurolot                                                            | Gdańsk, Kraków (tất cả kết thúc ngày 31 tháng 3, 2015) | C, D          |
| Europe Airpost                                                     | Gran Canaria, Málaga, Tangier Mùa đông: Heraklion, Nador | D             |
| EVA Air                                                            | Bangkok–Suvarnabhumi, Đài Bắc-Đào Viên | E, G          |
| Finnair                                                            | Helsinki | B             |
| Flybe                                                              | Birmingham, Bournemouth (bắt đầu từ ngày 19 tháng 5, 2015), East Midlands, Exeter, Inverness, London–City, Manchester, Southampton | D, H          |
| Garuda Indonesia                                                   | Jakarta-Soekarno–Hatta, London-Gatwick | D, G          |
| Georgian Airways                                                   | Tbilisi | D             |
| Germanwings                                                        | Hamburg, Stuttgart (bắt đầu từ ngày 29 tháng 3, 2015) | B             |
| Iberia Express                                                     | Madrid | B             |
| Icelandair                                                         | Reykjavík–Keflavík | C             |
| Iran Air                                                           | Tehran–Imam Khomeini | E             |
| Israir Airlines                                                    | Mùa đông: Tel Aviv–Ben Gurion | G             |
| Jet2.com                                                           | Leeds/Bradford | H             |
| Jetairfly                                                          | Tangier (tiếp tục lại từ ngày 4 Tháng 4 năm 2015), Nador | ???           |
| Kenya Airways                                                      | Nairobi–Jomo Kenyatta | F             |
| KLM                                                                | Aberdeen, Abu Dhabi, Accra, Almaty, Aruba, Athens, Atlanta, Bahrain, Bangkok–Suvarnabhumi, Barcelona, Bắc Kinh-Thủ đô, Bergen, Berlin–Tegel, Billund, Birmingham, Bogotá (tiếp tục lại từ ngày 31 tháng 3, 2015), Bonaire, Bordeaux, Bucharest, Budapest, Buenos Aires–Ezeiza, Cairo, Calgary, Cali (bắt đầu từ ngày 31 tháng 3, 2015), Cape Town, Thành Đô, Chicago–O'Hare, Copenhagen, Curaçao, Dammam, Dar es Salaam, Delhi, Denpasar/Bali, Doha, Dubai–International, Edinburgh, Edmonton (bắt đầu từ ngày 19 tháng 5, 2015), Entebbe, Frankfurt, Fukuoka, Geneva, Glasgow–International, Gothenburg–Landvetter, Guayaquil, Hamburg, Hàng Châu, Havana, Helsinki, Hong Kong, Houston–Intercontinental, Istanbul–Atatürk, Jakarta/Soekarno–Hatta, Johannesburg–O. R. Tambo, Sân bay quốc tế Kiev–Boryspil, Kigali, Kilimanjaro, Kuala Lumpur, Kuwait, Lagos, Lima, Lisbon, Sân bay quốc tế London–Heathrow, Los Angeles, Luanda, Madrid, Manchester, Manila, Thành phố México, Milan–Linate, Sân bay quốc tế Montréal–Trudeau, Moscow–Sheremetyevo, Munich, Muscat, Nairobi–Jomo Kenyatta, Newcastle upon Tyne, New York–JFK, Osaka–Kansai, Oslo–Gardermoen, Panama City, Paramaribo, Sân bay quốc tế Paris–Charles de Gaulle, Quito, Sân bay quốc tế Rio de Janeiro–Galeão, Sân bay quốc tế Rome–Fiumicino, Saint Petersburg, Stuttgart, San Francisco, São Paulo–Guarulhos, Santiago de Chile, Seoul–Incheon, Thượng Hải-Phố đông, Singapore, St. Maarten, Stavanger, Sân bay quốc tế Stockholm–Arlanda, Đài Bắc-Đào Viên, Tel Aviv–Ben Gurion, Sân bay quốc tế Tokyo–Narita, Toronto–Pearson, Vancouver, Venice–Marco Polo, Vienna, Warsaw–Chopin, Sân bay quốc tế Washington–Dulles, Xiamen, Zürich Mùa đông: Dallas/Fort Worth | B, C, D, E, F |
| KLM vận hành bởi KLM Cityhopper                                    | Aalborg, Aberdeen, Ålesund, Basel/Mulhouse, Belfast City (tiếp tục lại từ ngày 18 tháng 5, 2015), Berlin–Tegel, Bilbao, Billund, Bologna, Bordeaux, Bremen, Bristol, Brussels, Cardiff, Cologne/Bonn, Copenhagen, Durham Tees Valley, Düsseldorf, Florence, Frankfurt, Geneva, Sân bay quốc tế Gothenburg–Landvetter, Hamburg, Hanover, Helsinki, Humberside, Kraków (bắt đầu từ ngày 18 tháng 5, 2015), Kristiansand, Leeds/Bradford, Linköping, London–Heathrow, Luxembourg, Lyon, Manchester, Montpellier (bắt đầu từ ngày 18 tháng 5, 2015), Munich, Nice, Norwich, Nuremberg, Prague, Sandefjord, Stuttgart, Toulouse, Trondheim, Turin, Venice–Marco Polo, Vienna, Zagreb, Zürich | B, C, D       |
| Korean Air                                                         | Seoul–Incheon | F             |
| LOT Polish Airlines                                                | Warsaw–Chopin | C, D          |
| Lufthansa                                                          | Frankfurt | B             |
| Lufthansa Regional vận hành bởi Lufthansa CityLine                 | Frankfurt, Munich | B, C, D       |
| Malaysia Airlines                                                  | Kuala Lumpur | G             |
| Malmö Aviation                                                     | Mùa đông: Umeå (bắt đầu từ ngày 2 tháng 4, 2015) | TBA           |
| Meridiana                                                          | Mùa đông: Cagliari (bắt đầu từ ngày 16 tháng 6, 2015) | TBA           |
| Norwegian Air Shuttle                                              | Copenhagen, Oslo–Gardermoen, Sân bay quốc tế Stockholm–Arlanda | D, M          |
| Onur Air                                                           | Sân bay quốc tế Istanbul–Atatürk | ???           |
| Pegasus Airlines                                                   | Antalya, Istanbul–Sabiha Gökçen | D, G          |
| Qatar Airways                                                      | Doha (bắt đầu từ ngày 16 tháng 6, 2015) | TBA           |
| Royal Air Maroc                                                    | Casablanca, Nador, Tangier Mùa đông: Al Hoceima, Oujda | D, G          |
| Royal Jordanian                                                    | Amman–Queen Alia | D, G          |
| SATA International                                                 | Mùa đông: Ponta Delgada | ???           |
| Scandinavian Airlines                                              | Copenhagen, Oslo–Gardermoen, Sân bay quốc tế Stockholm–Arlanda | C             |
| Singapore Airlines                                                 | Singapore | G             |
| Sky Work Airlines                                                  | Bern | B             |
| Sun d'Or International Airlines vận hành bởi El Al                 | Mùa đông: Tel Aviv–Ben Gurion | G             |
| SunExpress                                                         | İzmir Mùa đông: Antalya, Kayseri, Konya (bắt đầu từ ngày 9 tháng 6, 2015) | G             |
| Surinam Airways                                                    | Paramaribo | G             |
| Swiss International Air Lines                                      | Zürich | B, C, D       |
| Swiss International Air Lines vận hành bởi Helvetic Airways        | Zürich | B, C, D       |
| Swiss International Air Lines vận hành bởi Swiss European Airlines | Zürich | B, C, D       |
| TACV Cabo Verde Airlines                                           | Sal, Sao Vicente | D, G          |
| TAP Portugal                                                       | Lisbon | B             |
| TAP Portugal vận hành bởi Portugália                               | Porto | B, C, D       |
| TAROM                                                              | Bucharest | D             |
| Transavia.com                                                      | Agadir, Alicante, Antalya, Arrecife, Athens, Barcelona, Casablanca, Erbil, Faro, Fuerteventura, Funchal, Gazipaşa, Gran Canaria, Innsbruck, Istanbul–Sabiha Gökçen (kết thúc từ ngày 29 tháng 3, 2015), La Palma, Lisbon, Málaga, Marrakech, Naples, Nice, Pisa, Porto, Seville, Tel Aviv–Ben Gurion (tiếp tục lại từ ngày 2 tháng 4, 2015), Tenerife–South, Thessaloniki, Turin, Valencia, Venice-Marco Polo Mùa đông: Ajaccio, Almería, Banjul, Bari, Boa Vista, Bodrum, Burgas, Catania, Chambéry, Chania, Chios, Corfu, Dalaman, Dubai–International, Girona, Heraklion, Ibiza, İzmir, Kalamata, Kavala, Kefalonia, Kos, Lamezia Terme, Larnaca, Malta, Monastir (bắt đầu từ ngày 30 tháng 4, 2015), Mytilini, Olbia, Palermo, Palma de Mallorca, Paphos, Preveza, Rhodes, Sal, Salzburg, Samos, Santorini, Verona, Zakynthos | B, C, D, E    |
| Transavia.com France                                               | Paris-Orly (bắt đầu từ ngày 1 tháng 6, 2015) | TBD           |
| Tunisair                                                           | Tunis-Carthage\|Tunis | D, G          |
| Turkish Airlines                                                   | Ankara, Sân bay quốc tế Istanbul–Atatürk, Istanbul–Sabiha Gökçen | G             |
| Ukraine International Airlines                                     | Kiev–Boryspil | D             |
| United Airlines                                                    | Chicago–O'Hare, Houston–Intercontinental, Newark, Sân bay quốc tế Washington–Dulles | E, G          |
| Vueling                                                            | Alicante, Barcelona, Bilbao, Málaga, Rome-Fiumicino Mùa đông: Florence, Ibiza, Palma de Mallorca, Santiago de Compostela, Seville, Valencia | B             |
| WOW Air                                                            | Mùa đông: Reykjavík-Keflavík | C             |
| Xiamen Airlines                                                    | Xiamen (bắt đầu từ ngày 27 tháng 7, 2015) | ???           |
| Zagrosjet                                                          | Erbil | D             |

### Hàng hóa
| Hãng hàng không                     | Các điểm đến |
| ----------------------------------- | --- |
| AirBridgeCargo Airlines             | Thành Đô, Chicago–O’Hare, Khabarovsk, Moscow–Domodedovo, Novosibirsk, Trịnh Châu |
| Air China Cargo                     | Thượng Hải-Phố Đông, Thiên Tân |
| Cargolux                            | Luxembourg |
| Cathay Pacific Cargo                | Chennai, Dubai–Al Maktoum, Frankfurt, Hong Kong |
| China Airlines Cargo                | Abu Dhabi, Bangkok–Suvarnabhumi, Prague, Đài Bắc-Đào Viên |
| China Cargo Airlines                | Thượng Hải-Phố đông, Tianjin, Zhengzhou |
| China Southern Cargo                | Trùng Khánh, Quảng Châu, Shanghai–Pudong, Vienna |
| Coyne Airways                       | Tbilisi |
| DHL Aviation                        | London-Heathrow |
| Emirates SkyCargo                   | Dubai–Al Maktoum |
| Etihad Cargo vận hành bởi Atlas Air | Abu Dhabi, Bogotá, Nairobi |
| FedEx Express                       | Oslo-Gardermoen, Paris–Charles de Gaulle |
| Kalitta Air                         | Bahrain, Newark |
| Korean Air Cargo                    | Seoul |
| LAN Cargo                           | Campinas–Viracopos, Santiago de Chile, Curitiba, Buenos Aires, Cabo Frio |
| LANCO                               | Bogotá, Miami |
| Lufthansa Cargo                     | Aguadilla, Bogotá, Frankfurt |
| Martinair Cargo                     | Almaty, Aguadilla, Bahrain, Bangkok–Suvarnabhumi, Bogotá, Buenos Aires–Ezeiza, Campinas–Viracopos, Chennai, Delhi, Guadalajara, Doha, Dammam, Dar es Salaam, Dubai–Al Maktoum, Entebbe, Guayaquil, Harare, Hong Kong, Johannesburg, Khartoum, Kigali, Kuwait, London–Stansted, Miami, Montevideo, Sân bay quốc tế Mumbai, Muscat, Nairobi, Quito, Riyadh, San José, Santiago de Chile, Sharjah, Singapore |
| MASkargo                            | Dubai-Al Maktoum, Kuala Lumpur |
| MNG Airlines                        | Istanbul–Atatürk, Munich, Tripoli–Mitiga |
| Nippon Cargo Airlines               | Tokyo–Narita |
| Qatar Airways Cargo                 | Doha, Chicago–O'Hare |
| Saudia Cargo                        | Jeddah, Johannesburg–O. R. Tambo, Nairobi–Jomo Kenyatta |
| Silk Way Airlines                   | Baku |
| Singapore Airlines Cargo            | Bangalore, Chennai, Chicago–O'Hare, Copenhagen, Johannesburg–O. R. Tambo, Mumbai, Sharjah, Singapore |
| Thai Airways                        | Bangkok, Chennai |
| TMA Cargo                           | Beirut, Cairo, Riyadh, Sharjah, Tripoli |
| Yangtze River Express               | Thượng Hải-Phố đông |